# Vavamuffin
Vavamuffin  — польська група з Варшави, заснована в 2003 році. Музика колективу є поєднанням  рагга, реґі та денсхоллу.

## Історія
Датою утворення групи «Vavamuffin» можна вважати лютий 2003 року, коли у Варшаві відбулися записи їх перших пісень за підтримки компанії «Karrot Kommando». У квітні 2005 року був випущений дебютний альбом, який отримав назву «Vabang!». Випуск цього альбому став подією, що вплинула на зростання інтересу до стилю реґі в Польщі. Зокрема, за опитуванням польського журналу «Free Colours» альбом став переможцем номінацій «Найкращий CD-диск» та «Найкращий дебютний альбом». Також, згідно з даними опитування, чотири пісні («Bless», «Jah jest prezydentem», «Sekta» та «Chwilunia») виявилися в сімці категорії «Найкраща польська пісня», а кліп «Bless» був визнаний другим у номінації «Найкращий музичний кліп». З цього моменту «Vavamuffin» почали давати концерти в Польщі та сусідніх країнах. Група виступала на різних фестивалях, у тому числі на польському «TOPtrendy» та хорватському «Seasplash». В липні 2006 року колектив взяв участь в «Польському Вудстоці».
Поява другого альбому «Vavamuffin» під назвою «Dubang!» відбулася 20 жовтня 2006 року, хоча раніше датою офіційного релізу називають 9 листопада. Окрім нових треків в нього були включені ремікси пісень з минулого альбому «Vabang!». 23 жовтня 2007 року вийшов третій за рахунком альбом групи  — «Inadibusu». Прем'єра пройшла під час концерту в клубі «Palladium». Крім самих учасників групи, у запису брали участь запрошені музиканти: Дадді Фредді, Hornsman Coyote, Петро Маслянка та інші. Згодом одна з пісень альбому («Hooligan Rootz») займала верхні строчки хіт-параду польських радіостанцій «Radio Bis» та «Radio Kampus». На «Hooligan Rootz» був знятий відеокліп. 
4 квітня 2008 року в клубі «Stodole» пройшов концерт «Vavamuffin» з нагоди п'ятиріччя групи. На честь цієї ювілейної дати був випущений сингл «Radio Vavamuffin», і диски з ним безкоштовно роздавалися прямо на святі.
2010 року вийшов четвертий альбом групи  — «Mo' Better Rootz». Презентація відбулась 13 серпня на фестивалі в Острудах. У записі пісень альбому брали участь запрошені виконавці: ансамбль Zion Train, саксофоніст Томаш Глазік і репер Vienio. На дві пісні з альбому («Barbakan» та «Koronowane Głowy») пізніше з'явилися відеокліпи. 
У березні 2012 року «Vavamuffin» провели виступ в Мінську в рамках фестивалю музики регі «GreenShip».

## Склад
- Pablopavo  — вокал;
- Reggaenerator  — вокал;
- Gorg  — вокал;
- Emili Jones  — бас (з червня 2005 року);
- Jahcob Junior  — перкусія;
- Raffi Kazan  — гітара;
- Mothashipp  — синтезатор;
- Dubbist  — семплер;
- Barton  — дабмастер.

## Дискографія

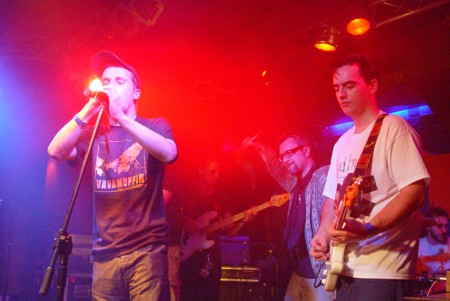
Концерт «Vavamuffin» 2004 року (ліворуч — Pablopavo).

### Альбоми
- 2005  — «Vabang!»
- 2006  — «Dubang!»
- 2007  — «Inadibusu»
- 2010  — «Mo' Better Rootz»

### Сингли
- «Bless»
- «Paramonov»
- «Vava to»
- «Smoking»
- «Chwilunia»
- «Jah jest prezydentem»
- «Babilon do bandit»
- 2006  — «Sekta»
- 2007  — «Hooligan Rootz»
- 2007  — «Oriento»
- 2007  — «Poland Story»
- 2008  — «Radio Vavamuffin»

### Відеокліпи
- «Bless»
- «Vava to»
- «Hooligan Rootz»
- «Barbakan»
- «Koronowane Głowy»

### Інші проєкти
- 2006  — участь у записі альбому «Far Away From Jamaica» (2006, лейбл «W Moich Oczach»).